# Eberhart FG
Die Eberhart XFG war ein zum Einsatz auf Flugzeugträgern vorgesehenes Jagdflugzeug des US-amerikanischen Herstellers Eberhart Steel Products aus den 1920er Jahren. Es wurde nur ein Prototyp gebaut, der später auch zur Erprobung der Eignung eines mit Schwimmern ausgerüsteten Jagdflugzeugs diente.

## Geschichte
Eberhart Steel hatte Anfang der 1920er Jahre durch den Lizenzbau von 50 Royal Aircraft Factory S.E.5 für den United States Army Air Service die erste Berührung mit dem Bau von Flugzeugen. Der Prototyp XFG-1 wurde im November 1926 an die US Navy geliefert und dort bis Ende 1927 mit einem Radfahrwerk erprobt. Danach schloss sich bis Anfang 1928 ein weitgehender Umbau an, der eine Verlängerung der Tragflächen auf 9,75 m und den Anbau eines Schwimmwerks mit Zentralschwimmer und seitlichen Stützschwimmern umfasste. Damit einher ging die Umbenennung zu F2G-1. Die weitere Entwicklung wurde nach dem Absturz des einzigen Prototyps eingestellt.

## Konstruktion
Die FG-1 war ein einstieliger Doppeldecker mit einer stoffbespannten geschweißten Stahlrohrstruktur des Rumpfs und ebenfalls stoffbespannten Tragflächen, die eine Duralumin-Struktur aufwiesen. Eine Besonderheit des Flugzeugs war, dass die oberen Tragflächen nach hinten und die unteren leicht nach vorne gepfeilt waren. 

## Technische Daten
| Kenngröße             | Daten der XFG-1                                                                                   |
| --------------------- | ------------------------------------------------------------------------------------------------- |
| Besatzung             | 1                                                                                                 |
| Länge                 | 8,31 m                                                                                            |
| Spannweite            | 8,82 m                                                                                            |
| Flügelfläche          | 22,39 m2                                                                                          |
| Leermasse             | 973 kg                                                                                            |
| Startmasse            | 1455 kg                                                                                           |
| Höchstgeschwindigkeit | 248 km/h                                                                                          |
| Triebwerke            | 1 Pratt & Whitney R-1340C Wasp 9 Neunzylinder-Sternmotor mit einem Metall-Zweiblatt-Festpropeller |